# Bernard Guillaume (homme politique)
Pour les articles homonymes, voir Bernard Guillaume et Guillaume.
Bernard Guillaume, né le  1er février 1949 à Uccle est un homme politique belge francophone, membre du Mouvement réformateur.

## Biographie
Guillaume est médecin vétérinaire (ULB et Cureghem, ULiège, 1972); administrateur du C.N.P.A. (1972-) ainsi que Vice-Président; président de la Chaîne Bleue Mondiale (1991-); co-auteur du Livre blanc de la protection animale.
D'abord élu conseiller communal à Schaerbeek (1983-), il a été chef de groupe PRL au conseil communal et président du PRL de Schaerbeek (1983-2001). Il est échevin de l'Etat civil (1989-1995; 2001-) et y ajoute les compétences Seniors et Finances en 2006. De 1989 à 1995, il est député régional bruxellois. Suspecté d’islamophobie en 2024, il est suspendu le temps d’assurer sa défense.